# جونیچی هاروتا
جونیچی هاروتا (انگلیسی: Junichi Haruta; ۱۷ مارس ۱۹۵۵ – ) بازیگر اهل ژاپن بود. وی از سال ۱۹۷۸ میلادی تاکنون مشغول فعالیت بوده‌است.
از فیلم‌ها یا برنامه‌های تلویزیونی که وی در آن نقش داشته‌است می‌توان به یاماتو اشاره کرد.